# Weiding, Schwandorf
Weiding är en kommun och ort i Landkreis Schwandorf i Regierungsbezirk Oberpfalz i förbundslandet Bayern i Tyskland.
Kommunen ingår i kommunalförbundet Schönsee tillsammans med staden Schönsee och kommunen Stadlern.